# Ronaldo Rodríguez
Luis Ronaldo Rodríguez (Jiquipilas, Chiapas; 7 de mayo de 1999) es un artista marcial mixto mexicano que compite en la división de peso mosca del Ultimate Fighting Championship (UFC).

## Carrera de artes marciales mixtas

### Carrera temprana
La carrera de Ronaldo en MMA comenzó el 19 de marzo de 2017, con una victoria sobre Eddy Pérez en el evento Warrior League 2 WS2. Ganó la pelea por nocaut técnico en el primer asalto. Continuó compitiendo en promociones regionales, acumulando 8 victorias y solo una derrota, de las cuales cinco de esas victorias fueron en la Jasaji Fighting League (JFL).
Tuvo su primera pelea en LUX Fight League, donde se enfrentó a Dagoberto Ferreira el 14 de febrero de 2020, en el evento LUX 008. Ronaldo se llevó la victoria tras varios codazos.
El 4 de agosto de 2020 fue uno de los competidores en la semana inaugural de la cuarta temporada de la Dana White's Contender Series, con Jerome Rivera como su rival. Sin embargo, perdió la pelea por decisión unánime.

### LUX Fight League
Después de no poder obtener su contrato con UFC y ganar una pelea en el evento regional iFF3, Rodríguez regresó a LUX Fight League. Se enfrentó a César Vázquez el 26 de mayo de 2022 en LUX 022. Ganó la pelea por decisión unánime.
Rodríguez se enfrentó a Víctor Moreno el 15 de julio de 2022 en LUX 024. Ganó la pelea por decisión dividida.
Rodríguez se enfrentó a Jaime Londoño el 9 de diciembre de 2022 en LUX 029. Ganó la pelea por sumisión en el segundo asalto después de someter a Londoño a un estrangulamiento trasero desnudo.
Rodríguez se enfrentó a Angel Rodríguez el 19 de mayo de 2023 en LUX 032. Ganó la pelea luego de un paro médico en el tercer asalto. Esta sería su última pelea en la promoción, ya que posteriormente fichó por UFC.

### Ultimate Fighting Championship
En su pelea de debut, Rodríguez se enfrentó a Denys Bondar el 24 de febrero de 2024 en UFC Fight Night 237. Ganó la pelea mediante sumisión en el segundo asalto con un estrangulamiento trasero desnudo.
Rodríguez se enfrentó a Ode' Osbourne el 14 de septiembre de 2024 en UFC 306. Ganó la pelea por decisión unánime.
Rodríguez se enfrentó a Kevin Borjas el 29 de marzo de 2025 en UFC on ESPN 64. Perdió la pelea por decisión unánime. Antes de la pelea, dio 127 libras en la báscula, una libra por encima del límite de peso mosca para peleas sin título, por lo que se llevó a cabo en peso pactado y recibió una multa del 20% de su bolsa, que fue para Borjas.

## Campeonatos y logros
- Jasaji Fighting League
  - Campeonato de Peso Gallo de JFL (Dos veces)

## Récord en artes marciales mixtas
| Récord profesional | Récord profesional | Récord profesional |
| 20 peleas          | 17 victorias       | 3 derrotas         |
| ------------------ | ------------------ | ------------------ |
| Nocaut             | 7                  | 0                  |
| Sumisión           | 5                  | 0                  |
| Decisión           | 4                  | 3                  |
| Descalificación    | 1                  | 0                  |

| Resultado | Récord | Oponente           | Método                             | Evento                               | Fecha                    | Ronda | Tiempo | Localización        | Notas                                        |
| --------- | ------ | ------------------ | ---------------------------------- | ------------------------------------ | ------------------------ | ----- | ------ | ------------------- | -------------------------------------------- |
| Derrota   | 17–3   | Kevin Borjas       | Decisión (unánime)                 | UFC on ESPN: Moreno vs. Erceg        | 29 de marzo de 2025      | 3     | 5:00   | Ciudad de México    | Pelea en peso pactado (127 lbs).             |
| Victoria  | 17–2   | Ode' Osbourne      | Decisión (unánime)                 | UFC 306                              | 14 de septiembre de 2024 | 3     | 5:00   | Las Vegas, Nevada   |                                              |
| Victoria  | 16–2   | Denys Bondar       | Sumisión (rear-naked choke)        | UFC Fight Night: Moreno vs. Royval 2 | 24 de febrero de 2024    | 2     | 4:59   | Ciudad de México    | Regreso a peso mosca.                        |
| Victoria  | 15–2   | Angel Rodriguez    | TKO (doctor stoppage)              | LUX 032                              | 19 de mayo de 2023       | 3     | 1:00   | Guadalajara         |                                              |
| Victoria  | 14–2   | Jaime Londono      | Sumisión (guillotine choke)        | LUX 029                              | 9 de diciembre de 2022   | 2     | 2:17   | Ciudad de México    |                                              |
| Victoria  | 13–2   | Victor Moreno      | Decisión (dividida)                | LUX 024                              | 15 de julio de 2022      | 3     | 5:00   | Tijuana             |                                              |
| Victoria  | 12–2   | Cesar Vasquez      | Decisión (unánime)                 | LUX 022                              | 26 de mayo de 2022       | 3     | 5:00   | Ciudad de México    |                                              |
| Victoria  | 11–2   | Paul Márquez       | TKO (golpes)                       | iFF 3                                | 20 de noviembre de 2020  | 1     | 1:16   | San Carlos          | Regreso a peso gallo.                        |
| Derrota   | 10–2   | Jerome Rivera      | Decisión (unánime)                 | Dana White's Contender Series        | 4 de agosto de 2020      | 3     | 5:00   | Las Vegas           | Debut en peso mosca.                         |
| Victoria  | 10–1   | Dagoberto Ferreira | TKO (codazos)                      | LUX 008                              | 14 de febrero de 2020    | 2     | 1:35   | Ciudad de México    | Pelea en peso pactado (130 lbs).             |
| Victoria  | 9–1    | Edgar Garcia       | TKO (golpes)                       | JFL 135: Pound Grand Prix            | 28 de septiembre de 2019 | 2     | 0:42   | Tlalnepantla de Baz | Ganó el Campeonato de Peso Gallo de JFL MMA. |
| Victoria  | 8–1    | Jorge Manzano      | TKO (golpes)                       | JFL 135: Pound Grand Prix            | 28 de septiembre de 2019 | 3     | 0:33   | Tlalnepantla de Baz |                                              |
| Victoria  | 7–1    | José Roura         | Decisión (unánime)                 | JFL: Fight Night 6                   | 17 de noviembre de 2018  | 3     | 5:00   | Tlalnepantla de Baz | Ganó el Campeonato de Peso Gallo de JFL MMA. |
| Victoria  | 6–1    | Omar Hernandez     | Sumisión (armbar)                  | Guerra en Veracruz 6                 | 21 de julio de 2018      | 1     | 3:38   | Veracruz            |                                              |
| Victoria  | 5–1    | Armando Valenzuela | Sumisión (rear-naked choke)        | XFL 38                               | 1 de junio de 2018       | 1     | 2:38   | Ciudad de México    | Pelea en peso pactado (139 lbs).             |
| Derrota   | 4–1    | Eduardo Morales    | Decisión (dividida)                | CRF 28                               | 24 de marzo de 2018      | 3     | 5:00   | Cancún              |                                              |
| Victoria  | 4–0    | Giovanni Guerrero  | Sumisión (rear-naked choke)        | JFL 18                               | 20 de enero de 2018      | 2     | 2:46   | Tlalnepantla de Baz |                                              |
| Victoria  | 3–0    | Caleb Moctezuma    | TKO (golpes)                       | WL 3                                 | 16 de diciembre de 2017  | 3     | 0:22   | Pachuca de Soto     |                                              |
| Victoria  | 2–0    | Giovanni Guerrero  | Descalificación (rodillazo ilegal) | JFL 17                               | 23 de agosto de 2017     | 1     | 2:54   | Tlalnepantla de Baz |                                              |
| Victoria  | 1–0    | Eddy Perez         | TKO (golpes)                       | Warriors League 2                    | 19 de marzo de 2017      | 1     | 2:12   | Pachuca de Soto     | Debut en peso gallo.                         |